# لاري فاين
لويس فاينبيرغ (بالإنجليزية: Larry Fine)‏ (5 أكتوبر 1902– 24 يناير 1975)، عرف باسم لاري فاين، ممثل كوميدي، عازف كمان وملاكم أمريكي، اشتهر بكونه عضواً في فرقة المهرجون الثلاثة الكوميدية.

## نشأته
ولد لاري في 5 أكتوبر 1902 لعائلة يهودية روسية في فيلادلفيا، بنسلفانيا، حيث امتلك والده جوزيف فاينبرج وأمه فاني ليبرمان متجرا لتصليح الساعات والمجوهرات.

## روابط خارجية
- لاري فاين على موقع IMDb (الإنجليزية)
- لاري فاين على موقع الموسوعة البريطانية (الإنجليزية)
- لاري فاين على موقع ألو سيني (الفرنسية)
- لاري فاين على موقع ميوزك برينز (الإنجليزية)
- لاري فاين على موقع تيرنر كلاسيك موفيز (الإنجليزية)
- لاري فاين على موقع أول موفي (الإنجليزية)
- لاري فاين على موقع قاعدة بيانات برودواي على الإنترنت (الإنجليزية)
- لاري فاين على موقع قاعدة بيانات الأفلام السويدية (السويدية)
- لاري فاين على موقع إن إن دي بي (الإنجليزية)
- لاري فاين على موقع ديسكوغز (الإنجليزية)